# Campanha (ort)
Campanha är en ort i Brasilien.   Den ligger i kommunen Campanha och delstaten Minas Gerais, i den sydöstra delen av landet, 700 km söder om huvudstaden Brasília. Campanha ligger 920 meter över havet och antalet invånare är 12 506.
Terrängen runt Campanha är platt österut, men västerut är den kuperad. Närmaste större samhälle är Lambari, 16,3 km söder om Campanha.
Omgivningarna runt Campanha är huvudsakligen savann. Runt Campanha är det ganska glesbefolkat, med 48 invånare per kvadratkilometer.